# Mistrzostwa Świata w Kolarstwie Torowym 2002
99. Mistrzostwa Świata w Kolarstwie Torowym 2002 odbyły się w stolicy Danii - Kopenhadze w dniach 25 - 29 września 2002. W programie mistrzostw znalazło się sześć konkurencji dla kobiet: sprint, wyścig na dochodzenie wyścig punktowy, wyścig na 500 m, scratch i keirin oraz dziewięć konkurencji dla mężczyzn: sprint indywidualny, sprint drużynowy, wyścig na dochodzenie, wyścig punktowy, wyścig ze startu zatrzymanego, wyścig na 1 km, wyścig drużynowy na dochodzenie, madison, keirin i scratch. Po raz pierwszy rozegrano scratch mężczyzn i kobiet oraz keirin kobiet.

## Medaliści

### Kobiety
| Konkurencja                         | Data             | Złoto                | Srebro           | Brąz             |
| ----------------------------------- | ---------------- | -------------------- | ---------------- | ---------------- |
| 500 m ze startu zatrzymanego        | 26 września 2002 | Natalla Cylinska     | Nancy Contreras  | Kerrie Meares    |
| 3000 m indywidualnie na dochodzenie | 27 września 2002 | Leontien van Moorsel | Olga Slusariewa  | Katherine Bates  |
| scratch                             | 29 września 2002 | Lada Kozlíková       | Rochelle Gilmore | Olga Slusariewa  |
| sprint indywidualny                 | 28 września 2002 | Natalla Cylinska     | Kerrie Meares    | Katrin Meinke    |
| wyścig punktowy                     | 28 września 2002 | Olga Slusariewa      | Lada Kozlíková   | Vera Carrara     |
| keirin                              | 25 września 2002 | Li Na                | Clara Sanchez    | Rosealee Hubbard |

### Mężczyźni
| Konkurencja                       | Data             | Złoto | Srebro                                                                   | Brąz                                                                          |
| --------------------------------- | ---------------- | --- | ------------------------------------------------------------------------ | ----------------------------------------------------------------------------- |
| wyścig punktowy                   | 28 września 2002 | Chris Newton                                                                                                   | Franz Stocher                                                            | Juan Curuchet                                                                 |
| sprint drużynowy                  | 27 września 2002 | Wielka Brytania · Jamie Staff · Chris Hoy · Craig MacLean                                                      | Australia · Ryan Bayley · Jobie Dajka · Sean Eadie                       | Niemcy · Jens Fiedler · Sören Lausberg · Carsten Bergemann                    |
| scratch                           | 26 września 2002 | Franco Marvulli                                                                                                | Tony Gibb                                                                | Stefan Steinweg                                                               |
| 4 km indywidualnie na dochodzenie | 25 września 2002 | Bradley McGee                                                                                                  | Luke Roberts                                                             | Jens Lehmann                                                                  |
| keirin                            | 25 września 2002 | Jobie Dajka | José Antonio Villanueva                                                  | René Wolff                                                                    |
| 1 km ze startu zatrzymanego       | 26 września 2002 | Chris Hoy | Arnaud Tournant                                                          | Shane Kelly                                                                   |
| 4 km drużynowo na dochodzenie     | 27 września 2002 | Australia · Peter Dawson · Brett Lancaster · Stephen Wooldridge · Luke Roberts · Mark Renshaw · (kwalifikacje) | Niemcy · Christian Bach · Guido Fulst · Sebastian Siedler · Jens Lehmann | Wielka Brytania · Chris Newton · Paul Manning · Bradley Wiggins · Bryan Steel |
| madison                           | 29 września 2002 | Francja · Jérôme Neuville · Franck Perque                                                                      | Austria · Roland Garber · Franz Stocher                                  | Argentyna · Juan Curuchet · Edgardo Simón                                     |
| sprint indywidualny               | 29 września 2002 | Sean Eadie | Jobie Dajka                                                              | Florian Rousseau                                                              |

## Klasyfikacja medalowa
| Miejsce | Państwo         |   |   |   | Razem |
| ------- | --------------- | - | - | - | ----- |
| 1.      | Australia       | 4 | 5 | 4 | 13    |
| 2.      | Wielka Brytania | 3 | 1 | 1 | 5     |
| 3.      | Białoruś        | 2 | 0 | 0 | 2     |
| 4.      | Francja         | 1 | 2 | 1 | 4     |
| 5.      | Rosja           | 1 | 1 | 1 | 3     |
| 6.      | Czechy          | 1 | 1 | 0 | 2     |
| 7.      | Chiny           | 1 | 0 | 0 | 1     |
|         | Holandia        | 1 | 0 | 0 | 1     |
|         | Szwajcaria      | 1 | 0 | 0 | 1     |
| 10.     | Austria         | 0 | 2 | 0 | 2     |
| 11.     | Niemcy          | 0 | 1 | 5 | 6     |
| 12.     | Hiszpania       | 0 | 1 | 0 | 1     |
|         | Meksyk          | 0 | 1 | 0 | 1     |
| 14.     | Argentyna       | 0 | 0 | 2 | 2     |
| 15.     | Włochy          | 0 | 0 | 1 | 1     |